# Klaus Demal
Klaus Demal (* 27. März 1952 in Amberg) war 27 Jahre Bürgermeister bzw. Oberbürgermeister der Stadt Stutensee, Mitglied im Kreistag Karlsruhe in der Fraktion Freie Wähler und Vorstand der Unfallkasse Baden-Württemberg.

## Leben und Wirken
Nach Abschluss seiner Schulzeit begann Demal eine Verwaltungsausbildung bei der Stadt Hockenheim mit anschließendem Studium zum Diplom-Verwaltungswirt (FH), dem er ein Studium der Rechts- und Staatswissenschaften folgen ließ. Parallel zur Referendarausbildung absolvierte er erfolgreich ein Aufbaustudium an der Hochschule für Verwaltungswissenschaften Speyer.
Zunächst war er als Rechtsreferent bei einer bundesunmittelbaren Körperschaft tätig, bis er 1987 zum Bürgermeister der Gemeinde Flein gewählt wurde. 1989 wurde er in den Kreistag, den Regionalverband Franken sowie in den Verwaltungsrat des Regionalen Rechenzentrums Franken gewählt.
Im Jahr 1991 wurde Demal erstmals zum Bürgermeister von Stutensee gewählt. Mit der Erhebung von Stutensee zur Großen Kreisstadt im Jahre 1998 wurde Demal Oberbürgermeister. Er war Mitglied des Kreistags Karlsruhe Land, Gesellschaftervertreter in der Technologieregion Karlsruhe sowie Vorstand der Musikschule Hardt und der Unfallkasse Baden-Württemberg.

## Wahlen
Bei der Bürgermeisterwahl in Stutensee am 3. März 1991 erzielte Demal bei vier Mitbewerbern 43,15 % der Stimmen. Im zweiten Wahlgang am 17. März entfielen auf ihn 62,70 % der Stimmen. Bei der ersten Oberbürgermeisterwahl vom 7. Februar 1999 setzte sich Demal als Amtsinhaber im ersten Wahlgang mit 6.065 Stimmen (63,15 %) gegen drei Mitbewerber durch. Bei den Wahlen am 11. Februar 2007 war Klaus Demal der einzige offizielle Kandidat und wurde mit 98,16 % der Stimmen für eine dritte achtjährige Amtszeit gewählt. 2013 gehörte er zu den 17 Oberbürgermeistern in Deutschland, die seit mehr als 20 Jahren im Amt waren. Am 8. Februar 2015 wurde Klaus Demal mit 86,12 % der Wählerstimmen für eine vierte Amtsperiode als Oberbürgermeister Stutensees bestätigt. Am 10. April 2018 gab Klaus Demal bekannt, dass er sein Oberbürgermeisteramt aus gesundheitlichen Gründen vorzeitig aufgibt.

## Ehrungen
- Ehrenbürgerwürde der Stadt Stutensee (2018)
- Goldene Ehrennadel des Landkreises Karlsruhe (2018)
- Ehrenstele des Gemeindetages Baden-Württemberg (2018)